# Schäfer-Shop
Koordinaten: 50° 47′ 51″ N, 7° 50′ 59″ O
Die Schäfer Shop Group GmbH & Co. KG ist die Konzernobergesellschaft von Schäfer-Shop, einem Versandhandelsunternehmen
für Büro-, Lager- und Betriebseinrichtungen. Der Hauptsitz des Unternehmens befindet sich seit 1978 im rheinland-pfälzischen Betzdorf im Landkreis Altenkirchen. Seit 1975 ist man im Bereich B2B und war bis 2008 auch im B2C tätig.

## Schäfer-Gruppe
Die drei Unternehmensgruppen Fritz Schäfer GmbH & Co. KG, die Schäfer Werke GmbH & Co. KG und die Schäfer Shop Group GmbH & Co. KG werden immer wieder vereinfachend als Schäfer-Gruppe bezeichnet, obwohl die drei Firmen handelsrechtlich nicht miteinander verbunden sind. Historisch gehen alle auf das 1937 von Fritz Schäfer in Burbach gegründete Unternehmen zurück. Heute haben alle Firmen eigene Betriebsstätten und eigene Geschäftsleitungen. Verbindendes Element der drei Unternehmensgruppen ist die identische Gesellschafterstruktur.

## Geschichte
1937 begann die Schäfer GmbH ihre Geschäftstätigkeit mit der Eintragung in das Amtsregister zu Burbach. Gründer Fritz Schäfer fertigte Blechwaren wie Transportkästen, Ofenrohre oder Kuchenbleche an. 1951 übernahmen die vier Söhne die Führung des Unternehmens. 1953 entstand der Lager-Fix-Kasten, der den Einstieg in Lagerlogistik begründete.
1970 gründete Hans Schäfer die Abteilung Schäfer-Shop. Kunden konnten ihre Produkte nun aus einem Prospekt bestellen. Sukzessive verlagerte das Unternehmen seinen Tätigkeitsschwerpunkt und ward 1975 zum Ausstatter für Büro und Werkstatt. Im gleichen Jahr eröffnete Schäfer Shop die erste Auslandsniederlassung in Belgien. Standorte in Österreich, Luxemburg, den Niederlanden und der Schweiz folgten. 1999 richtete Schäfer Shop seinen ersten Online-Shop ein. 2016 vollzog das Unternehmen die letzten Schritte im Strategiewechsel und schloss die verbliebenen 8 Filialen. Die Marktbearbeitung findet seither durch E-Commerce und Direktvertrieb (Außendienst) statt.
Heute ist Schäfer-Shop mit 650 Mitarbeitern in neun Ländern vertreten. Dazu gehören neben Deutschland auch Belgien, Luxemburg, die Niederlande, Österreich und die Schweiz sowie Polen, Portugal und Spanien.

## Unternehmenstätigkeit
Schäfer Shop GmbH ist ein Versandhandelsunternehmen für Bürobedarf, Lager- und Betriebseinrichtungen und Werbeartikel. Schäfer Shop besitzt zwei Niederlassungen in Deutschland sowie acht Niederlassungen im europäischen Ausland.
Neben Büromöbeln, Büroausstattung und Bürotechnik bietet Schäfer Shop Lagerregale, Werkzeugen sowie Papier, Büromaterial und Schreibwaren an. Aktuell umfasst das Sortiment über 100.000 Artikel. Davon ist ca. ein Drittel Eigenmarke, die unter anderem von SSI Schäfer und den Schäfer Werken produziert wird.

## Umweltschutz
Schäfer Shop wurde 2019 mit dem DIN 14001 Zertifikat für Umweltschutz und Nachhaltigkeit ausgezeichnet. Mithilfe einer internen Arbeitsgruppe gelang es Schäfer Shop, verschiedene Maßnahmen zum Umweltschutz umzusetzen. Beispiele sind der Verzicht auf Plastik in der Kantine, die Errichtung einer Photovoltaikanlage für den Standort Betzdorf.

## Initiativen in der Region
Als einer der größten Arbeitgeber im Kreis Altenkirchen engagiert sich das Unternehmen regional bei ausgewählten Projekten. So unterstützt Schäfer Shop  seit 1999 als Sponsor das Team des Radsportclubs (RSC) „Peter Günther“ Betzdorf. Das Unternehmen spendet u. a. an Projekte, die sich für Kinder mit Herzfehlern und -krankheiten einsetzen. Dazu gehören z. B. der Verein Kleine Herzen Westerwald oder die Stiftung Kinderherz.